# Mali Zab
Mali Zab ili Donji Zab (grčko ime: Kapros, lat. Caprus)  je rijeka koja izvire u planinama sjeverozapadnog Irana sjeverno od grada Piranšaher teče jugozapadno 402 km u Irak gdje se ulijeva u rijeku Tigris sjeverno od grada Baiji.